# Cacuso
Cacuso è una municipalità dell'Angola appartenente alla provincia di Malanje. Ha 100.577 abitanti (stima del 2006).
Il capoluogo è Cacuso.